# Andrzej z Bnina (zm. 1367)
Andrzej z Bnina (zm. w marcu 1367) – kasztelan kaliski.

## Życiorys
Był synem Mira z Bnina i bratankiem Mikołaja Przedpełkowica.
Został kasztelanem kaliskim po 30 maja 1348, a przed 6 lutego 1353.
Po raz ostatni jako kasztelan kaliski występował 29 września 1365. W dniu 8 grudnia tego samego roku jako kasztelan kaliski występuje już Jan z Bierzykowa i Jankowa.
Andrzej z Bnina został pochowany w dominikańskim kościele św. Wojciecha we Wrocławiu.
Był żonaty z nieznanego imienia wdową po Borku z Grodziska. Miał dwóch synów: Andrzeja z Bnina (zm. po 1391), od którego wywodzi się ród Bnińskich herbu Łodzia oraz Miroszka (zm. po 1385), kanonika poznańskiego.
W literaturze historycznej bywał mylony z Andrzejem z Koszanowa, kasztelanem kaliskim około 1339 roku.